# 八千代警察署
八千代警察署（やちよけいさつしょ）は、千葉県が設置した警察署。署長は警視。

## 所在地
- 千葉県八千代市萱田町681番地39

## 管轄区域
- 八千代市

## 庁舎概要
庁舎
- 竣工年：1980年
- 延床面積：2,706m²
- 構造/規模：RC造、地上4階

車庫棟
- 竣工年：1981年
- 延床面積：577m²
- 構造/規模：S造、地上2階

## 沿革
- 1980年（昭和55年）10月：開署。

人口・犯罪の急増により、習志野警察署の幹部警察官派出所から昇格した。

## 交番
- 大和田駅前交番（八千代市大和田1001番地2）
- 勝田台交番（八千代市勝田台2丁目5番地1）
- 高津交番（八千代市大和田新田15番地）
- 八千代台駅前交番（八千代市八千代台北1丁目13番12）
- 八千代台東交番（八千代市八千代台東2丁目14番4号）
- 八千代中央駅前交番（八千代市ゆりのき台3丁目1番地7）
- 八千代緑が丘駅前交番（八千代市緑が丘1丁目101番地）
- 米本交番（八千代市米本1951番地）
- 村上駅前交番（八千代市村上南1丁目111番地） - 村上駐在所を移転して開所

## 駐在所
- 睦駐在所（八千代市島田台738番地1）